# Брокен
Брокен, або Блоксберг — найвища гора (1142 м над рівнем моря) гірського масиву Гарц у землі Саксонія-Анхальт, Німеччина, розташованого між річками Везер і Ельба, також є найвищою вершиною північної Німеччини. Хоча вершині далеко до альпійських висот, її мікроклімат характерний для гір-двотисячників. Як правило, Брокен покрита снігом з вересня по травень і прихована туманом близько 300 днів на рік. Середньорічна температура всього 2,9 °C.

## Характеристики
Клімат відіграв важливу роль у легендах, якими оповита вершина і загалом Гарц. Саме ця вершина дала назву привиду Брокена — явищу, яке спостерігається на багатьох горах, включно з Карпатськими. І тут народилися містичні історії про відьом і демонів, що увічнені Й. В. Гете у сценах Вальпургієвої ночі в першій частині його драми «Фауст».

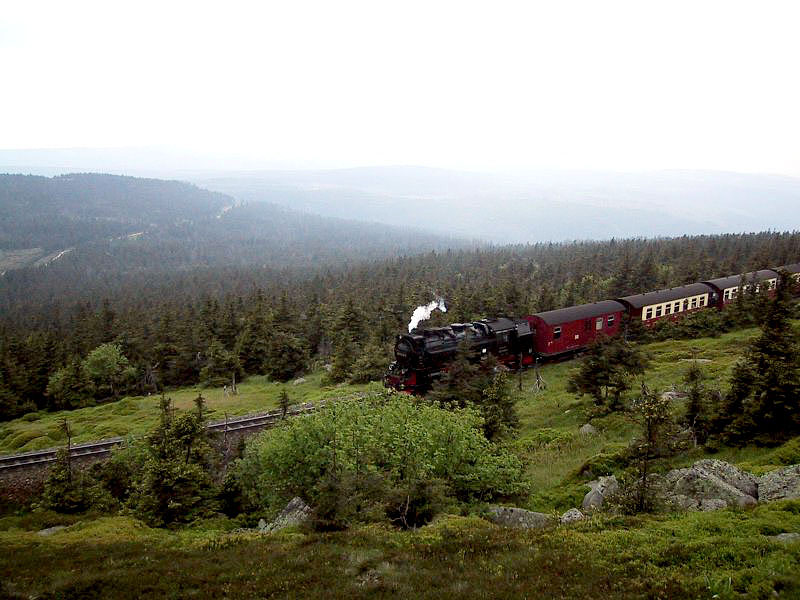
Brockenbahn

Сьогодні Брокен є частиною національного парку Гарц, там діє ботанічний сад, який спеціалізується на гірських рослинах, заснований у 1890 році. Паротяг Brockenbahn (що належить компанії Harzer Schmalspurbahn) проходить туристичним маршрутом із містечка Вернігероде до станції на вершині.

## Історія
На вершині цієї гори в 1935 році була встановлена перша в світі телевізійна антена і розпочато тестове мовлення Імперської пошти (нім. Deutsche Reichspost), яка відповідала за проведення першої трансляції Олімпіади — Олімпійських ігор 1936 року в Берліні. Ця вежа й далі працювала до вересня 1939 року, коли вирішили припинити мовлення у зв'язку з початком Другої світової війни.
Гарц лишався одним із укріплених районів, де збройні сили нацистської Німеччини та фольксштурм чинили опір союзникам. Союзні війська розбомбили Брокен 17 квітня 1945 року, знищивши готель Брокен і метеостанцію. Збройні сили США перебудували метеостанцію та використовували її з 1945 по 1947 рік. Перш ніж вони покинули місцевість у 1947 році, вони вивели з ладу об'єкти.
Між 1973 і 1976 роками побудували нову вежу для телевізійної станції НДР-ТВ. Нині телеканал ZDF (нім. Zweites Deutsches Fernsehen) використовує вежу для своїх трансляцій.
З 1957 року вершина Брокен була закритою військовою зоною, що лише посилилося після будівництва Берлінської стіни, яке почалося 13 серпня 1961 року. Влада Німецької Демократичної Республіки перетворила її на фортецю.
Завдяки відносно великій висоті гора стала служити для шпигунських цілей, перехоплення сигналів з прилеглих районів. Радянські війська використовували станцію на горі Брокен, а також значну частину прилеглої території.
Штазі (таємна поліція Німецької Демократичної Республіки) використовувала телевізійну вежу до 1985 року, коли вони перенесли всі свої приміщення в нову будівлю, нині музей. Щоб ізолювати територію, підніжжя гори оточили бетонною стіною, побудованою з 2318 секцій, кожна вагою 2,4 т і 3,6 м заввишки. Напередодні возз'єднання Німеччини, 3 грудня 1989 року на Брокен зійшли перші за довгий час туристи. Згодом стіну та військові споруди розібрали. Сьогодні до мільйона туристів щороку відвідує вершину. Також там проводяться спортивні змагання.

## Брокен у культурі
Гете описує Брокен у першій частині «Фауста» як центр святкування Вальпургієвої ночі (переклад Миколи Лукаша):
|  | Чуєш крики — дальше й ближче? Чуєш гуки — вище й нижче? З усіх верхів, з усіх низів Рине скажений чаклунський спів. Хор відьом: Весь Брокен од відьом зацвів,— Жовта стерня, зелений сів… |